# Cyathea andohahelensis
Cyathea andohahelensis là một loài thực vật có mạch trong họ Cyatheaceae. Loài này được (Tardieu) Tindale mô tả khoa học đầu tiên năm 1956.